# Western Downs Region
Koordinaten: 26° 44′ S, 150° 35′ O

Die Western Downs Region ist ein lokales Verwaltungsgebiet (LGA) im australischen Bundesstaat Queensland. Das Gebiet ist 37.938 km² groß und hat etwa 33.400 Einwohner.

## Geografie
Die Region liegt im Südosten des Staats etwa 175 km westlich der Hauptstadt Brisbane.
Größte Stadt und Verwaltungssitz der LGA ist Dalby mit etwa 12.000 Einwohnern. Zur Region gehören folgende Stadtteile und Ortschaften: Auburn, Baking Board, Barakula, Barramornie, Beelbee, Bell, Blackswamp, Blaxland, Bogandilla, Boonarga, Brigalow, Bundi, Bungaban, Bunya Mountains, Burncluith, Burra Burri, Cadarga, Cameby, Canaga, Chances Plain, Chinchilla, Clifford, Columboola, Condamine, Coomrith, Cooranga, Crossroads, Dalby, Dalwogon, Darr Creek, Diamondy, Drillham, Drillham South, Ducklo, Dulacca, Durah, Eurombah, Fairyland, Flinton, Glenaubyn, Glenmorgan, Goombi, Goranba, Greenswamp, Grosmont, Guluguba, Gurulmundi, Halliford, Hannaford, Hookswood, Hopeland, Inglestone, Irvingdale, Jandowae, Jimbour East, Jimbour West, Jinghi, Kaimkillenbun, Kogan, Kowguran, Kragra, Kumbarilla, Langlands, Macalister, Marmadua, Meandarra, Miles, Montrose, Moola, Moonie, Moraby, Mowbullan, Myall Park, Nandi, Nangram, Pelham, Pelican, Pine Hills, Pirrinuan, Ranges Bridge, Red Hill, Roche Creek, Rywung, Southwood, Springvale, St Ruth, Sujeewong, Sunnyside, Tara, Taroom, The Gums, Tuckerang, Waikola, Wandoan, Warra, Weir River, Weranga, Westmar, Wieambilla, Woleebee, Wychie und Yulabilla.

## Geschichte
Die heutige Western Downs Region entstand 2008 aus Dalby Town, den vier Shires Chinchilla, Murilla, Tara, Wambo und dem südlichen Teil des Taroom Shires. Ursprünglich hieß der Zusammenschluss Dalby Region, 2009 erhielt die LGA ihren heutigen Namen.

## Verwaltung
Der Western Downs Regional Council hat neun Mitglieder. Der Mayor (Bürgermeister) und acht weitere Councillor werden von allen Bewohnern der Region gewählt. Die LGA ist nicht in Wahlbezirke unterteilt.